# 名鉄3850系電車
名鉄3850系電車は、かつて名古屋鉄道が1951年に新造し、1990年まで保有していた電車である。「みやごわけい」の愛称で親しまれた。

## 概要

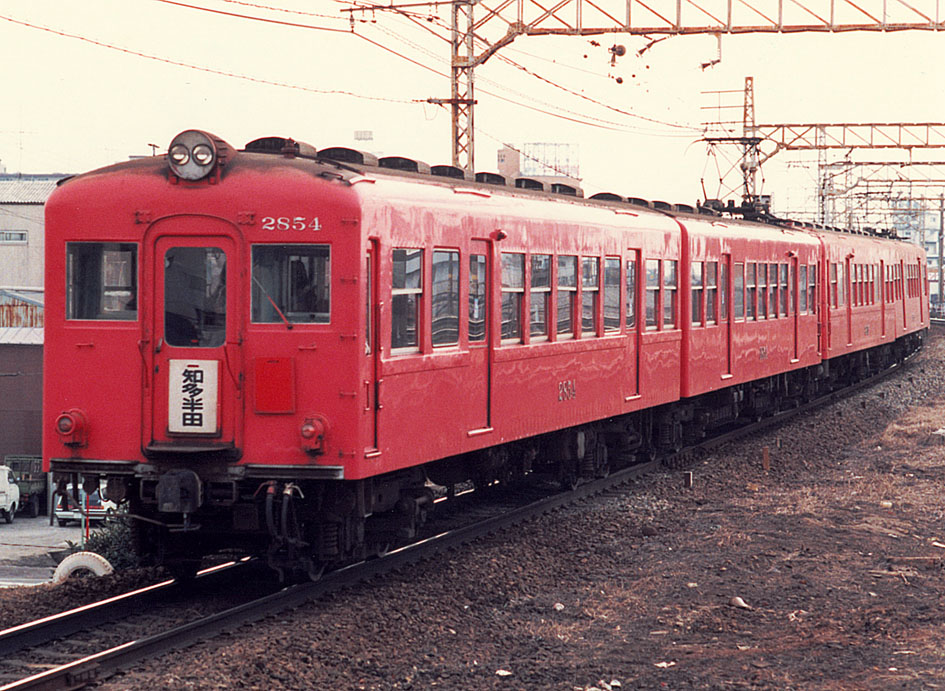
3850系ク2854（ナゴヤ球場前駅、1988年）

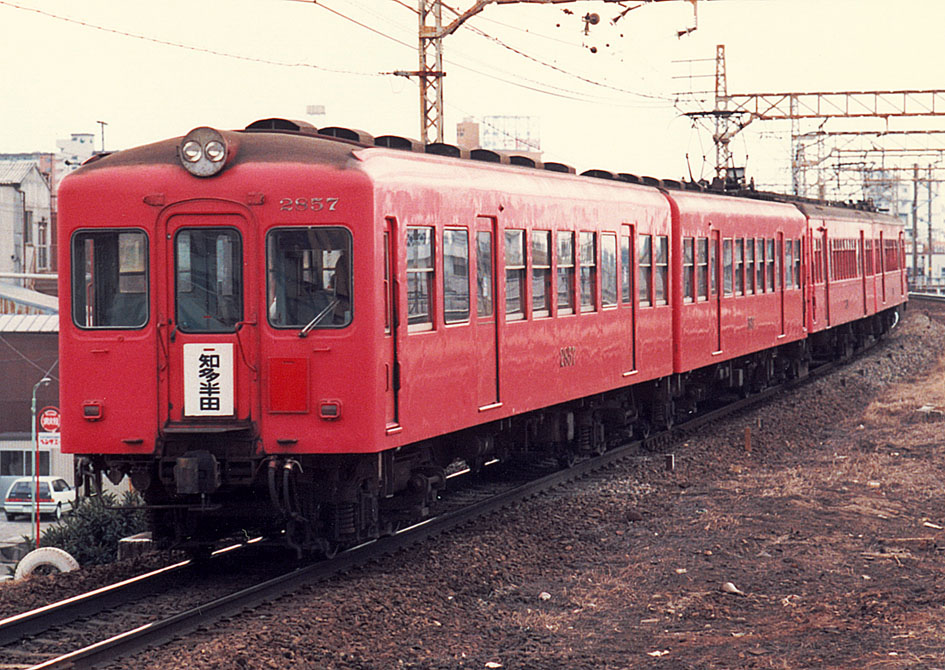
3850系ク2857（ナゴヤ球場前駅、1988年）

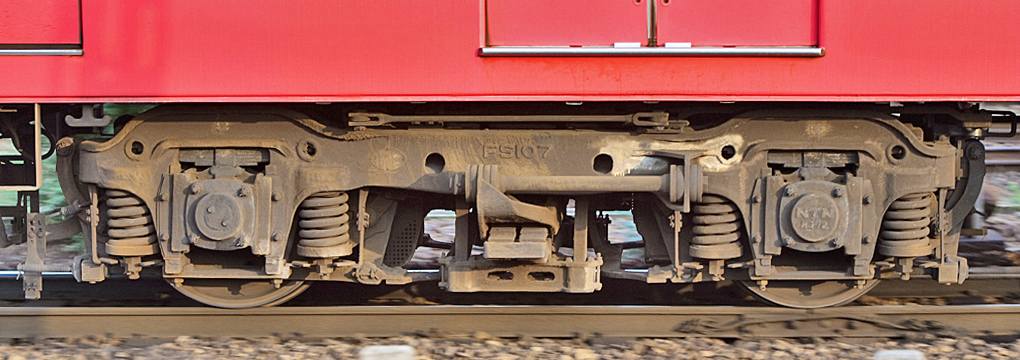
FS 107形台車（写真は6750系）

18m級2扉の車体を持つ吊り掛け駆動のAL車（間接自動制御車）である。
名鉄の1500V用吊り掛け駆動・AL車（間接自動制御車）の最後の新造車両は3900系であるが、3900系の一部は主制御器が3500系モ3500形（初代）の電装解除に伴い発生した中古品であったことから、全編成が完全新造車両である形式はこの3850系が最後となった。

### 車体
ウィンドウ・シル / ヘッダー付の半鋼製車体で、車体全長は、18,815mmとなった。
前面は3800系と同様の貫通型だが、張り上げ屋根と幅1,200mmの広い客室窓によりスマートに見える。
扉・窓配置は運転台を除いた客室部分で前後対称となるよう設計された。
外板色には、クリーム＋マルーンのツートーン塗色を新造時より採用している。

### 内装
座席配置はセミクロスで、クロスシート部は窓1つに対して4人分の座席が備わる、向かい合わせの固定式（ボックスシート）となっており、シートピッチは1,500mmである。なお登場当初はオールクロスシートで、後年まず戸袋窓部分が、さらに戸袋ではない扉横の一角がロングシート化された。
また、3400系以来の切妻となった永久連結側には、この後6000系3次車まで続く、両開き扉付きの広幅貫通路を初めて採用した。そのため妻窓がかなり小さく、車端座席の背もたれより上方に設けられた。
照明は、当初名鉄では新形式として最後の白熱灯（左右2列配置）であったが、重整備の際に同数の20W蛍光灯に付替えられた。

### 台車
名鉄としては初めて住友金属製の「FS-107形」台車を使用した。この台車は、軸ばねを「ゲルリッツ式」に倣った重ね板ばねを上天秤に用いたウイングばね式とし、枕ばねも枕木方向に置かれた板ばねで、1台あたり12組もの重ね板ばねが用いられており、枠が鋳鋼製であることも相まって、総重量が約7トンにも達する。
後に3300系（2代目）・6750系へ転用され、3300系が廃車された際にはえちぜん鉄道へ譲渡されている。

### 編成
モ3850形 (Mc) - ク2850形 (Tc)
全部で10編成、20両が製造された。メーカーはモ3850形が日本車輌製造、ク2850形が帝國車輛工業である。

### 読み方
前述の通り、普通ならば「さんぜんはっぴゃくごじっけい」と読むところであるが、この電車に限って「みやごわけい」という愛称で親しまれた。その理由については諸説あるが、この電車の設計者が宮川智之助佐衛門の末裔であるとされており、その「宮」と名鉄3850系の「38」が偶然被っていたため、語呂を合わせて「みやごわ系」と呼び始めたと考えられる。

## 沿革
1951年に特急用車両として登場し、名鉄が初めて「SR (スーパー・ロマンス)車」と呼称した車両である。当時の技術では最新のABFM型単位スイッチ式多段抵抗制御器（直列12段・並列10段・弱め界磁2段）と発電ブレーキを備えていたが、車両保守の面や運転取り扱い上も問題が多く、制御器は1964年に段数を減じたカム軸式（名称はABF）へと改造されて他のAL車と同様の性能に揃えられ、発電ブレーキも車体更新工事の際に廃止されている。また、電動車の自重は44.3tに達し歴代名鉄AL車の中では最も重い車両であった（制御車も32.0tで従来車よりやや重い）。これは、台車が日本国内でも最重量級（1台約7t）のゲルリッツ式台車を採用したためである。
1958年11月24日にモ3857 - ク2857が踏切事故により全焼（名鉄名古屋本線一ツ木駅衝突火災事故）、翌1959年の復旧時に3700系に準じた全金属車体に載せ換えたが、番号は変わっていない。1959年11月20日にはモ3859も国府駅 - 御油駅間の追分踏切における踏切事故で全焼、同様の形態となった。もともと3850系は張り上げ屋根の車体を持っていたので、編成としてみた場合の違和感は3560系ほどではない。
上記以外の3850系は1966年以降、ウインドウシル（モ3850形のみ）・ヘッダーの撤去、高運転台化などの更新工事（重整備）が行なわれた。最初に高運転台化されたモ3856 - ク2856のみ、正面窓にアルミ製の窓枠が付けられていたが、後に隅の丸いHゴム支持に改められた。
1990年までに全車廃車となった。廃車後、台車や機器は6750系などに流用されている。